# گالا
گالا (انگلیسی: Gala) شرکت بازی ویدئویی ژاپنی است، که در سال ۱۹۹۳ تأسیس شد.
گالا گیمز یکی از پلتفرم‌های بازی بر بستر بلاکچین است که کاربران با وقت گذراندن و بازی کردن در این پلتفرم، می‌توانند ارز دیجیتال گالا GALA یا توکن‌های NFT به دست آورند.
سرور مرکزی و سازمانی که همه‌چیز را کنترل می‌کند در پلتفرم گالا گیمز وجود ندارد و این کاربران و گره‌های شبکه هستند که امور را پیش می‌برند. همچنین با استفاده از توکن گالا کاربران می‌توانند در رأی‌گیری‌ها و امور مدیریت این پلتفرم نقش ایفا کنند.
تاون استار اولین بازی گالا گیمز بود که در این پلتفرم معرفی شد. بازیکنان در این بازی بر سر ایجاد و پویایی یک شهر رقابت می‌کنند. نیازمندی‌های این شهر شامل جمع‌آوری آب، محصولات زراعی و امکانات ذخیره‌سازی است.